# Terminskontrakt
Denna artikel berör terminer inom finansvärlden. För begreppet inom utbildningsväsendet, se Termin.
Med termin menas ett avtal om köp av egendom vid en framtida tidpunkt till ett bestämt pris (som fastställdes i samband med upprättandet av kontraktet), eller alternativt rätt till kontantavräkning. Ibland används det engelska uttrycket futures även på svenska.
Följden av terminspris för olika löptider brukar benämnas terminskurva. Precis som en option så gäller en termin framtiden, men skillnaden är att här är båda parter skyldiga att fullfölja avtalet.
Terminer finns för en mängd andra olika varor, till exempel aktier, valutor och råvaror. En aktietermin är en terminsaffär där den underliggande varan explicit utgörs av aktier (och inte exempelvis ett index).

## Säkerhetsbelopp och hävstång
En termin är ett finansiellt instrument. En terminsaffär på börsen genomförs i praktiken genom att köparen köper ett eller flera terminskontrakt till sin depå. (Givetvis finns någonstans en säljare av samma instrument.) Köparen måste alltid erlägga ett säkerhetsbelopp. Det är den säkerhetsmarginal som börsen kräver för att affären ska kunna genomföras. Säkerhetsbeloppet utgör ofta ca 10–20 % av det underliggande värdet, men det exakta beloppet varierar mellan olika börser och vad den underliggande varan är.
Terminen är ett derivat, dvs med en ganska liten erlagd säkerhet (belopp) kontrollerar innehavaren ett betydligt större underliggande värde. En termin innebär alltså en betydande hävstång. En svensk aktiekund som på Stockholmsbörsen köper en OMX-termin när index står i 975 kontrollerar ett värde på 97 500 kronor i sin depå, men låser i praktiken upp mindre än en femtedel av detta.

## Lång eller kort i marknaden
Terminsaffärer kan användas för att få negativ exponering mot den underliggande varan (dvs "ligga kort i marknaden"). Den som har en marknadstro att börsen kommer att falla, kan sälja terminskontrakt och då få en negativ exponering. En säljare av OMX-terminer kommer att tjäna 100 kronor för varje indexpunkt som OMX-index faller efter försäljningen. På så sätt kan en terminssäljare tjäna pengar på börsfall, men förlusten är lika stor om börsen istället skulle stiga. En säljare av terminer kan avsluta affären ("netta") genom att köpa tillbaka samma antal terminskontrakt. Det är alltså inte alls nödvändigt att invänta lösendagen för terminen.

## Forwards och futures
På engelska förekommer två begrepp, future och forward, vilka på svenska båda översätts med termin. Engelska har alltså två olika begrepp där svenskan endast har ett. I praktiken används emellertid de engelska termerna i dagligt tal i den svenska finansbranschen. Skillnaden mellan en future och en forward består i hur avräkningen sker, dvs när man som terminsinnehavare får betalt eller betalar – beroende på om terminspositionen gett vinst eller förlust.
En future skiljer sig från en forward genom att daglig avräkning sker för en future. För en forward sker avräkning först i samband med lösendagen. Stockholmsbörsen använder sig i dagsläget[när?] av forwards för aktieterminer och futures för indexterminer.
Praktiskt exempel: Antag att man köpt ett kontrakt OMXS30-terminer och sedan sålt ett kontrakt några dagar senare med vinst. Före februari 2005 fick man vänta till efter lösendagen på att få vinsten utbetald (=forwards). Idag när Stockholmsbörsen använder futures får man en daglig avräkning – om börsen stiger betalas pengar ut och om den faller dras pengar från depån. När man sedan säljer och därmed nettar sin position har man vinsten eller förlusten tillgänglig på sin depå dagen efter försäljningen.